# سيدي محمد أو علي (مولاي عيسى بن إدريس)
سيدي محمد أو علي هي إحدى مشيخات المملكة المغربية، تتبع جغرافيا لإقليم أزيلال وإداريًا لمولاي عيسى بن إدريس. يقدر عدد سكانها بـ 723 نسمة حسب الإحصاء الرسمي للسكان والسكنى لسنة 2004.